# Caryomyia procumbens
Caryomyia procumbens är en tvåvingeart som beskrevs av Gagne 2008. Caryomyia procumbens ingår i släktet Caryomyia och familjen gallmyggor. Inga underarter finns listade i Catalogue of Life.